# Heleen bij de Vaate
Heleen bij de Vaate, né le 23 juin 1974 à Creil, est une triathlète néerlandaise, professionnelle depuis 2007, championne d'Europe de triathlon longue distance en 2014.

## Biographie
Lors de son enfance, la jeune Heleen bij de Vaate pratique de la gymnastique, du volley-ball, du tennis, du tennis de table et du patinage de vitesse. Pour se rendre à l'Université de Twente quelques années plus tard, Heleen doit faire 30 km aller-retour. Elle prend ensuite une année sabbatique aux États-Unis et pratique le hockey sur glace, le baseball et de la course à pied. Elle revient dans son pays natal et, décide de commencer le triathlon et le duathlon, persuadée par sa vitesse lors des courses à pied. En 2000, elle est recrutée par Sabic Europe en tant qu'ingénieure et doit limiter ses compétitions à de simples duathlons, n'ayant plus de temps pour apprendre la natation. Mais elle devient de plus en persuadée que son avenir sportif se trouve dans le triathlon et dans les compétitions de très longue distance comme l'Ironman. Sacré championne des Pays-Bas en 2004, elle termine  13e en 2006, pour sa première participation aux championnats du monde d'Ironman à Kona (Hawaï), devant de nombreuses triathlètes professionnelles.
Elle décide de quitter Sabic pour devenir professionnelle en 2007 : deuxième de l'Ironman Floride cette même année, elle remporte l'Ironman Arizona l'année suivante. Mais sa progression est stoppée par une année 2009, qui se révèle être un calvaire avec une fracture au pied et des douleurs au dos. L'année suivante, elle revient à la compétition et termine neuvième des championnats du monde d'Ironman, et est sacrée championne des Pays-Bas
. En 2011, elle réalise son record sur la distance Ironman, et est sacré de nouveau championne des Pays-Bas en 2012. L'année 2013 se voit écourtée par une blessure pour la Néerlandaise. En 2014, Heleen bij de Vatte remporte sa plus grande victoire avec le titre de championne d'Europe de triathlon longue distance,.

## Palmarès
Le tableau présente les résultats les plus significatifs (podium) obtenus sur le circuit national et international de triathlon et de duathlon depuis 2001.
| Année | Compétition                                             | Pays           | Position           | Temps            |
| ----- | ------------------------------------------------------- | -------------- | ------------------ | ---------------- |
| 2014  | Championnats d'Europe de triathlon longue distance      | Pays-Bas       | Médaille d'or      | 9 h 16 min 26 s  |
| 2014  | Triathlon Stein                                         | Pays-Bas       | Médaille d'or      |                  |
| 2014  | Triathlon Nieuwkoop                                     | Pays-Bas       | Médaille d'argent  |                  |
| 2013  | Ironman Lanzarote                                       | Espagne        | Médaille d'argent  | 10 h 9 min 31 s  |
| 2013  | Triathlon Lanzarote                                     | Espagne        | Médaille de bronze |                  |
| 2012  | Championnat des Pays-Bas de triathlon                   | Pays-Bas       | Médaille d'or      | 9 h 3 min 58 s   |
| 2012  | Ironman Lanzarote                                       | Espagne        | Médaille de bronze | 10 h 17 min 34 s |
| 2012  | Ironman 70.3 Anvers                                     | Belgique       | Médaille de bronze |                  |
| 2012  | Triathlon Floride                                       | États-Unis     | Médaille d'or      |                  |
| 2011  | Ironman 70.3 Cambrai                                    | France         | Médaille d'argent  |                  |
| 2010  | Ironman Zurich                                          | Suisse         | Médaille d'argent  |                  |
| 2010  | Championnat des Pays-Bas de triathlon                   | Pays-Bas       | Médaille d'or      | 9 h 23 min 50 s  |
| 2010  | Triathlon Nieuwkoop                                     | Pays-Bas       | Médaille d'argent  |                  |
| 2010  | Duathlon Dordrecht                                      | Pays-Bas       | Médaille d'or      |                  |
| 2009  | Ironman 70.3 Offenbourg                                 | Allemagne      | Médaille d'or      |                  |
| 2009  | Ironman 70.3 East London                                | Afrique du Sud | Médaille d'argent  |                  |
| 2009  | Triathlon Oud-Gastel                                    | Pays-Bas       | Médaille d'argent  |                  |
| 2008  | Ironman Arizona                                         | États-Unis     | Médaille d'or      |                  |
| 2008  | Triathlon Almere                                        | Pays-Bas       | Médaille d'or      | 9 h 23 min 16 s  |
| 2008  | Ironman Lanzarote                                       | Espagne        | Médaille d'argent  | 10 h 12 min 7 s  |
| 2008  | Triathlon Lanzarote                                     | Espagne        | Médaille de bronze |                  |
| 2007  | Ironman Floride                                         | États-Unis     | Médaille d'argent  |                  |
| 2007  | Triathlon Stein                                         | Pays-Bas       | Médaille d'or      |                  |
| 2007  | Triathlon Almere                                        | Pays-Bas       | Médaille d'argent  |                  |
| 2007  | Ironman 70.3 Deventer                                   | Pays-Bas       | Médaille d'or      |                  |
| 2007  | Triathlon Enschede                                      | Pays-Bas       | Médaille d'or      |                  |
| 2006  | Ironman Lanzarote                                       | Espagne        | Médaille de bronze |                  |
| 2006  | Championnat des Pays-Bas de triathlon longue distance   | Pays-Bas       | Médaille de bronze | 5 h 49 min 25 s  |
| 2006  | Ironman 70.3 Deventer                                   | Pays-Bas       | Médaille d'or      |                  |
| 2006  | Triathlon Eindhoven                                     | Pays-Bas       | Médaille de bronze |                  |
| 2005  | Triathlon Stein                                         | Pays-Bas       | Médaille d'argent  |                  |
| 2005  | Triathlon Enschede                                      | Pays-Bas       | Médaille d'or      |                  |
| 2004  | Championnat des Pays-Bas de triathlon longue distance   | Pays-Bas       | Médaille d'or      | 6 h 23 min 57 s  |
| 2004  | Triathlon Eupen                                         | Belgique       | Médaille d'or      |                  |
| 2004  | Triathlon Enschede                                      | Pays-Bas       | Médaille d'argent  |                  |
| 2003  | Triathlon Almere                                        | Pays-Bas       | Médaille d'argent  | 9 h 50 min 51 s  |
| 2003  | Triathlon Enschede                                      | Pays-Bas       | Médaille d'or      |                  |
| 2001  | Championnats des Pays-Bas de triathlon moyenne distance | Pays-Bas       | Médaille de bronze | 4 h 48 min 4 s   |

| Année | Compétition                           | Pays       | Position           | Temps |
| ----- | ------------------------------------- | ---------- | ------------------ | ----- |
| 2005  | Championnats des Pays-Bas de duathlon | Pays-Bas   | Médaille d'argent  |       |
| 2004  | Powerman Duathlon Weiswampach         | Luxembourg | Médaille d'argent  |       |
| 2004  | Duathlon Weert                        | Pays-Bas   | Médaille d'argent  |       |
| 2003  | Duathlon Lelystad                     | Pays-Bas   | Médaille d'or      |       |
| 2002  | Duathlon Valkenburg                   | Pays-Bas   | Médaille d'or      |       |
| 2002  | Duathlon Molenschot                   | Pays-Bas   | Médaille d'or      |       |
| 2002  | Championnats des Pays-Bas de duathlon | Pays-Bas   | Médaille de bronze |       |
| 2001  | Championnats des Pays-Bas de duathlon | Pays-Bas   | Médaille de bronze |       |
| 2001  | Duathlon Fauquemont                   | Pays-Bas   | Médaille d'argent  |       |

| Année | Compétition        | Pays     | Position           | Temps |
| ----- | ------------------ | -------- | ------------------ | ----- |
| 2002  | Marathon Apeldoorn | Pays-Bas | Médaille de bronze |       |